# Verkehrsingenieurwesen
Das Verkehrsingenieurwesen (auch Verkehrssystemmanagement) ist ein wissenschaftliches Fachgebiet der Verkehrswissenschaften, das sich mit der Betriebsführung sowie dem organisatorischen, technologischen und dem technischen Management von Verkehrssystemen, insbesondere im öffentlichen Verkehr, befasst (vgl. Verkehrszweige).
Das Verkehrsingenieurwesen entstand in der Mitte des 20. Jahrhunderts in Ergänzung zur konstruktionsorientierten Verkehrstechnik sowie zur betriebs- und volkswirtschaftlich orientierten Verkehrswirtschaftslehre. Arbeitsgegenstand des Verkehrsingenieurwesens ist somit insbesondere die Verkehrsbetriebstechnologie. Dabei übt das Fachgebiet eine Schnittstellenfunktion zwischen den verschiedenen technischen Bereichen aus.

## Aufgaben
Die Aufgabe des Verkehrsingenieurs besteht darin, das Zusammenwirken der Teilsysteme Fahrzeuge, Infrastruktur und Wegesicherung eines Verkehrszweiges (beim Luftverkehr zum Beispiel Luftfahrzeuge, Flugplätze, Navigation sowie Flugführung und -sicherung) so zu gestalten, dass eine bestimmte Transportaufgabe unter gegebenen Bedingungen in der gesamten Nutzungsdauer eines Verkehrsmittels mit maximaler Verkehrssicherheit, optimaler Wirtschaftlichkeit und minimaler Umweltbeeinflussung erfüllt wird. Das Hauptaugenmerk des Verkehrsingenieurs ist auf das Ergebnis des Gesamtsystems und des Gesamtprozesses gerichtet, während der Entwicklungsingenieur und Konstrukteur in erster Linie Teilsysteme und Teilprozesse optimiert. Je nach Spezialisierung arbeiten Verkehrsingenieure auf die einzelnen Verkehrsträger (z. B. als Bahningenieur) zugeschnitten oder intermodal. Als öffentliches Gut sind Verkehr und Mobilität von politischen Prozessen und Ebenen geprägt und stellen Verkehrsingenieure vor die Herausforderung, auf politischer Ebene zu agieren (siehe Stuttgart 21) und fachliche Zusammenhänge verständlich darzustellen, um im Rahmen einer nachhaltigen Verkehrspolitik die Verkehrsträger effizienter in ökonomischer, ökologischer und sozialer Hinsicht einzusetzen.
Weitere Arbeitsbereiche:
- Zur Verkehrsbetriebstechnologie gehört die Planung und Durchführung des Betriebs von Verkehrsmitteln. Das Verkehrsmanagement soll somit optimale Verkehrsabläufe ermöglichen.
- Zur Verkehrslogistik gehören planerische und ausführende Maßnahmen sowie Instrumente zur Schaffung eines optimalen Verkehrsflusses im Rahmen des Leistungserstellungsprozesses. Insbesondere die Transportlogistik, die den Verkehr zwischen verschiedenen Orten innerhalb eines Logistiknetzwerks behandelt, gehört zu den Aufgaben eines Verkehrsingenieurs.
- Die Aufgabe der Verkehrsplanung ist es, eine optimale Gestaltung von Verkehrssystemen und -wegen unter Berücksichtigung von qualitativen und quantitativen Anforderungen an die Wirtschaftlichkeit, Leistungsfähigkeit und Sicherheit von Verkehrsprozessen für jetzige und kommende Generationen zu gewährleisten.
- Das Verkehrssicherungswesen gewährleistet die Sicherheit im Verkehrswesen, also einen gefährdungs- und unfallfreien Verkehrsablauf.
- Die Verkehrstelematik stellt Informations- und Kommunikationssysteme für die Belange der Verkehrserfassung und damit der Koordinierung und Steuerung sowie Sicherung von Verkehrssystemen her.

## Ausbildung
Die Ausbildung zum Verkehrsingenieur erfolgt traditionell im Rahmen eines ingenieurwissenschaftlichen Hochschulstudiums des Bauingenieurwesens, des Maschinenwesens (insbesondere Fahrzeugtechnik und Maschinenbau) oder der Raum- bzw. Stadtplanung; jeweils mit dem entsprechenden Studienschwerpunkt (z. B. Verkehrsplanung und -technik) und ggf. einem weiterführenden Studium im Verkehrswesen.
Ausnahmen bildeten im deutschsprachigen Raum die Technischen Universitäten Berlin und Dresden, die grundständige Diplomstudiengänge für Verkehrsingenieure anboten bzw. noch immer anbieten. So existiert an der TU Dresden seit 1952 (damals noch als eigenständige Hochschule für Verkehrswesen) der Diplomstudiengang Verkehrsingenieurwesen, allerdings auslaufend.
Im Zuge des Bologna-Prozesses entstanden auch an anderen Hochschulstandorten Bachelor- sowie Masterstudiengänge, die sich an der Ausbildung zum Verkehrsingenieur orientieren. Außerdem gibt es, begünstigt durch die zunehmende Nachfrage nach Experten für Verkehrs- und Mobilitätsfragen, die Möglichkeit eines Studiums im Verkehrsingenieurwesen mittlerweile auch an Fachhochschulen.
Der Verband Deutscher Verkehrsunternehmen bietet eine Auflistung deutscher Hochschulen an, an denen Studiengänge des Verkehrsingenieurwesens sowie weiteren verkehrsspezifischen Studiengängen angeboten werden.

### Deutschland

#### Universitäten
Grundständige Studiengänge (Bachelor/Diplom):
- RWTH Aachen: Verkehrsingenieurwesen und Mobilität (B.Sc.)
- TU Berlin: Verkehrswesen (B.Sc.)
- TU Braunschweig: Verkehrsingenieurwesen (B.Sc.)
- TU Dresden: Verkehrsingenieurwesen (Dipl.-Ing.; auslaufend), Mobilität und Verkehr (B.Sc.)
- TU Hamburg: Wirtschaftsingenieurwesen, Fachrichtung Logistik und Mobilität (B.Sc.)
- Uni Stuttgart: Verkehrsingenieurwesen (B.Sc.)
- BU Wuppertal: Verkehrswirtschaftsingenieurwesen (B.Sc.)

Weiterführende Studiengänge (Master):
- RWTH Aachen: Verkehrsingenieurwesen und Mobilität (M.Sc.)
- TU Berlin: Planung und Betrieb im Verkehrswesen (M.Sc.)
- TU Braunschweig: Verkehrsingenieurwesen (M.Sc.)
- TU Darmstadt: Verkehrswesen (M.Sc.)
- TU Dresden: Bahnsystemingenieurwesen (M.Sc.), Elektrische Verkehrssysteme (M.Sc.)
- TU Hamburg: Logistik, Infrastruktur und Mobilität (M.Sc.)
- RPTU Kaiserslautern-Landau: Infrastruktur, Wasser und Mobilität (M.Sc.)[3]
- Karlsruher Institut für Technologie: Mobilität und Infrastruktur (M.Sc.)
- Universität Kassel: Mobilität, Verkehr und Infrastruktur (M.Sc.)
- TU München: Transportation Systems (M.Sc.)
- Universität Stuttgart: Verkehrsingenieurwesen (M.Sc.)
- BU Wuppertal: Verkehrswirtschaftsingenieurwesen (M.Sc.)
- Bauhaus-Universität Weimar: Umweltingenieurwissenschaften, Vertiefung Mobilität und Verkehr (M. Sc.)

Weiterbildende Studiengänge (Master):
- TU Darmstadt: Bahnverkehr, Mobilität und Logistik (M.Sc.)
- TU München: Rail, Transport and Logistics (M.Sc.)

Anmerkung: Die Technische Universitäten in Aachen, Berlin, Braunschweig, Dresden, Karlsruhe, München und Stuttgart wurden erfolgreich in der Exzellenzinitiative bzw. -strategie des Bundes prämiert und sind (zusammen mit der TU Darmstadt und LU Hannover) zugleich Mitglieder des Hochschulverbandes TU9. Sie erkennen ihre Abschlüsse untereinander ohne Auflagen an.

#### Fachhochschulen
Grundständige Studiengänge (Bachelor/Diplom):
- Hochschule Bielefeld: Infrastrukturmanagement (B.Eng.)
- HTW Dresden: Infrastrukturmanagement (B.Eng.)
- FH Erfurt: Wirtschaftsingenieur/-in Eisenbahnwesen (B.Eng.)
- FH Erfurt: Wirtschaftsingenieur/-in Verkehr, Transport, Logistik (B.Eng.)
- Ostfalia HAW: Mobilität und Personenverkehrsmanagement (B.A.)
- Ostfalia HAW: Wirtschaftsingenieurwesen Mobilität und Verkehr (B.Eng.)
- Hochschule Karlsruhe: Verkehrssystemmanagement (B.Sc.)
- TH Mittelhessen: Bahningenieurwesen (B.Eng.)
- RailCampus Minden: Digitale Bahnsysteme (B.Sc.)
- FH Potsdam: Infrastruktursysteme (B.Eng.)
- HfT Stuttgart: Infrastrukturmanagement (B.Eng.)
- TH Wildau: Verkehrssystemtechnik (B.Eng.)
- WH Zwickau: Verkehrssystemtechnik (Dipl.-Ing. (FH))

Weiterführende Studiengänge (Master):
- BHT Berlin: Urbane Infrastrukturplanung – Verkehr und Wasser (M.Eng.)
- FH Erfurt: Verkehr und Transport (M.Sc.)
- HS Heilbronn: Transport und Logistik (M.Sc.)
- Ostfalia HAW: Intelligente Mobilität und Energiesysteme (M.Eng.)
- Ostfalia HAW: Verkehr und Logistik (M.A.)
- TH Nürnberg: Urbane Mobilität / Verkehrsingenieurwesen (M.Eng.)
- TH Wildau: Radverkehr in intermodalen Verkehrsnetzen (M.Eng.)

Weiterbildende Studiengänge (Master):
- FH Erfurt: Europäische Bahnsysteme (M.Sc.)

### Österreich

#### Universitäten
Weiterführende Studiengänge (Master):
- TU Wien: Infrastrukturmanagement (M.Sc.), zusammen mit der UABG Sofia[4]

#### Fachhochschulen
Grundständige Studiengänge (Bachelor):
- FH Technikum Wien: Verkehr und Umwelt (BSEng.)
- FH St. Pölten: Bahntechnologie und Mobilität (BSEng.)

Weiterführende Studiengänge (Master):
- FH St. Pölten: Bahntechnologie und Management von Bahnsystemen (Dipl.-Ing. (FH))

Weiterbildende Studiengänge (Master):
- FH St. Pölten: Europäische Bahnsysteme (M.Sc.)

### Schweiz

#### Universitäten
Weiterführende Studiengänge (Master):
- ETH Zürich: Raumentwicklung und Infrastruktursysteme (M.Sc.)

#### Fachhochschulen
Grundständige Studiengänge (Bachelor):
- Zürcher HAW: Verkehrssysteme (B.Sc.)

Weiterbildende Studiengänge (Master):
- Berner FH: Infrastruktur und Verkehr (MAS)
- Zürcher HAW: Europäische Bahnsysteme (M.Sc.)

Anmerkung: Bei dem Studiengang „Europäische Bahnsysteme“ in Erfurt, St. Pölten und Zürich handelt es sich um ein trinationales Programm, das die drei Fachhochschulen gemeinsam anbieten.